# アレックス・マノア
もしかして
- アレク・マノア

ではありませんか？